# Región de Vestfirðir
Vestfirðir (en español: Fiordos occidentales) es una de las ocho regiones islandesas ubicada en el noroeste del país. Se localiza principalmente en la península del mismo nombre, en el océano Ártico. Sus principales localidades son la capital, Ísafjörður, y Bíldudalur.

## Población y territorio

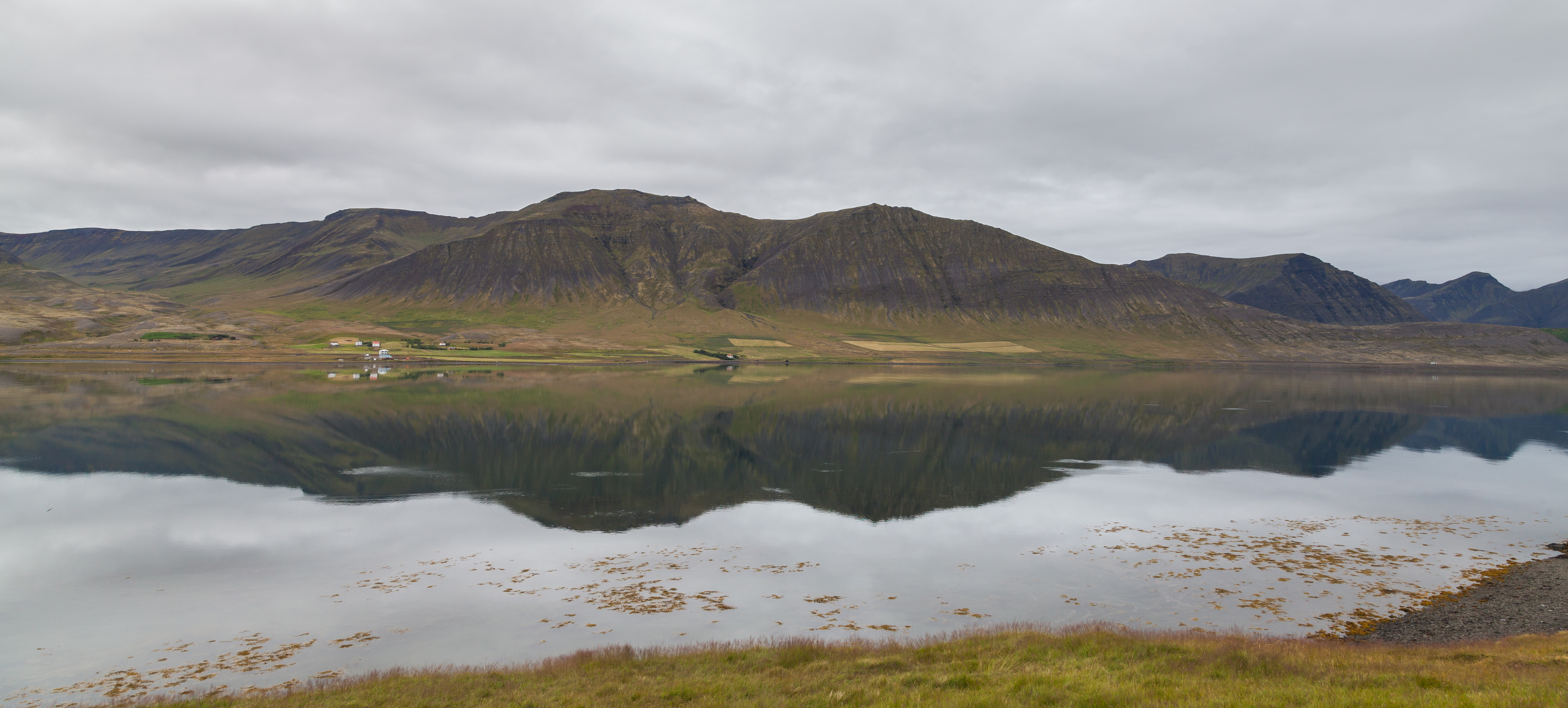
Dýrafjörður, Vestfirðir.

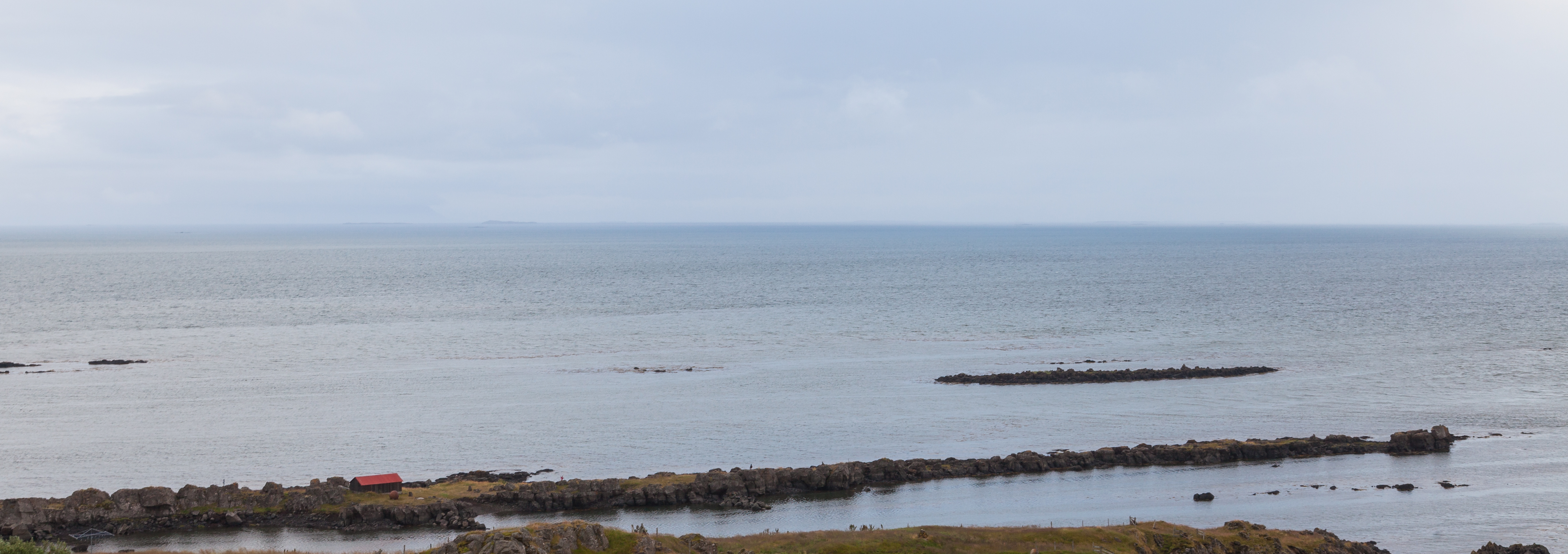
Fiordo Kjálkafjörður, Vestfirðir.

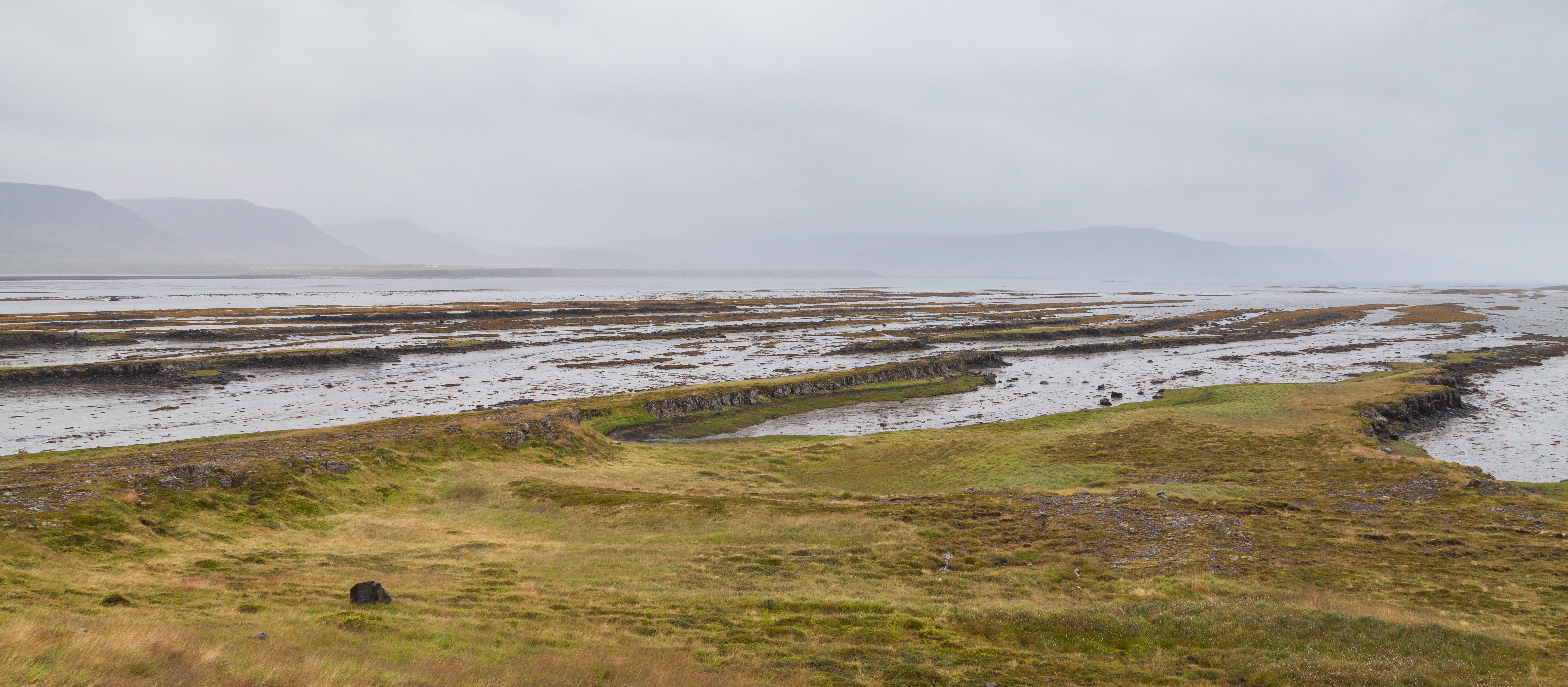
Hrútafjörður, Vestfirðir.

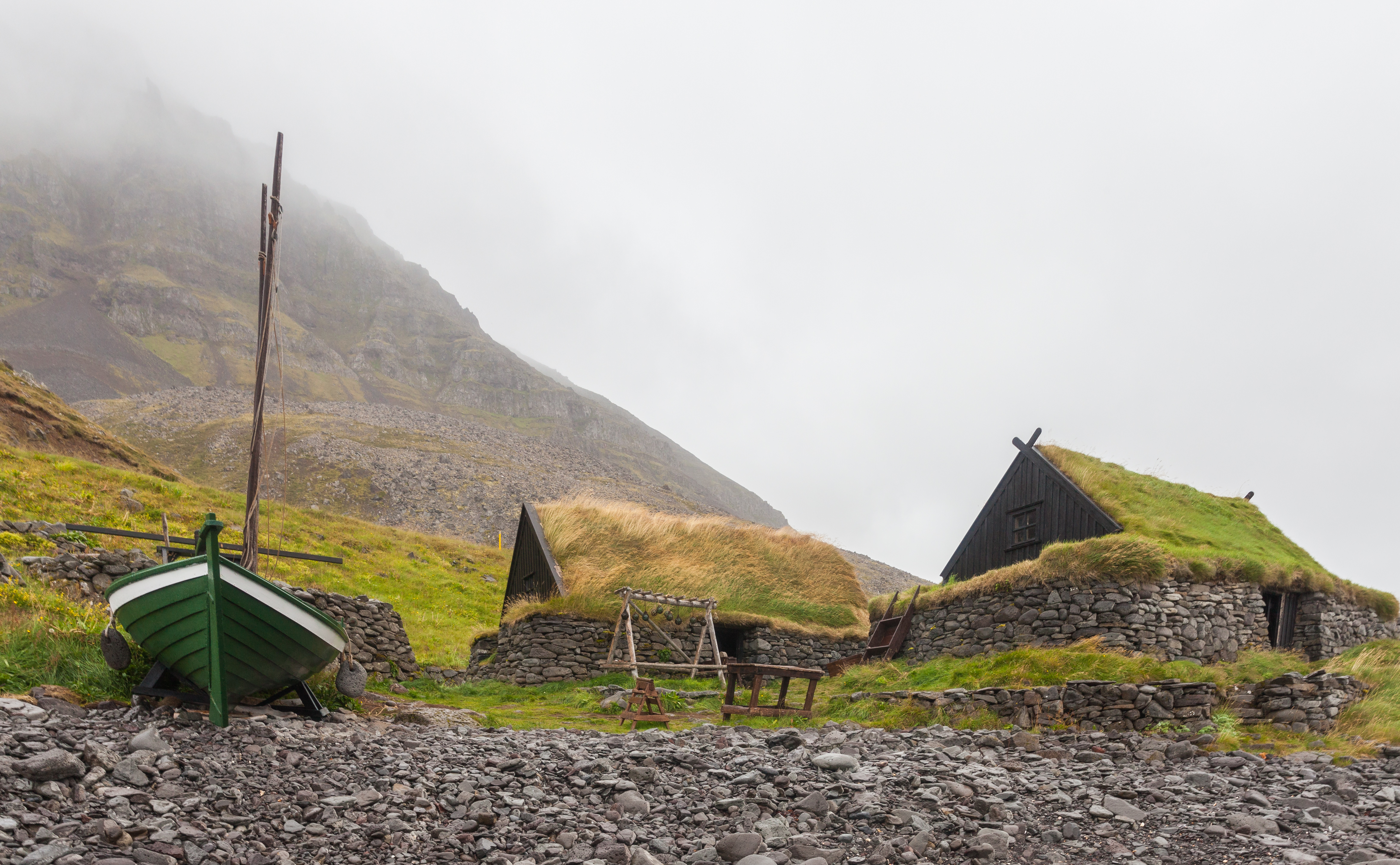
Museo marítimo Ósvör, Bolungarvík, Vestfirðir.

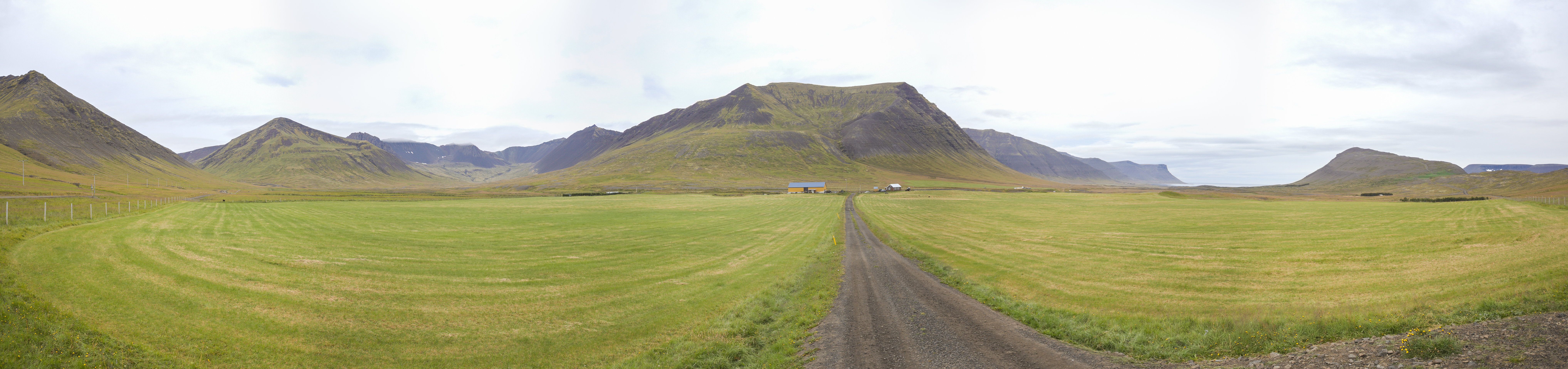
Paisaje cerca de Þingeyri, Vestfirðir.

Tiene una superficie de 9.409 kilómetros cuadrados, por lo que en términos de extensión es comparable con Chipre. Tiene una población de 7.374 habitantes (2008), lo que corresponde a menos del 3% del total de la población de Islandia y una densidad de población de 0,784 residentes por km². 
La poca población se debe a que Vestfirðir es un lugar rural relativamente aislado de los sitios urbanos y a la disminución de la demanda de mano de obra en la agricultura y la industria pesquera, las principales fuentes de ingresos para la región. 

### Condados
En esta región se encuentran localizados estos cinco condados:
- Austur-Barðastrandarsýsla
- Norður-Ísafjarðarsýsla
- Strandasýsla
- Vestur-Barðastrandarsýsla
- Vestur-Ísafjarðarsýsla

### Municipios
Vestfirðir comprende los siguientes diez municipios:
- Árneshreppur
- Bæjarhreppur
- Bolungarvík
- Ísafjarðarbær
- Kaldrananeshreppur
- Reykhólahreppur
- Súðavíkurhreppur
- Strandabyggð
- Tálknafjarðarhreppur
- Vesturbyggð

## Transporte
Cuenta con tres aeropuertos: el de Bíldudalur,  el de Ísafjörður y el de Gjögur, en las localidades del mismo nombre.
Las carreteras son aún hoy en día escasas e inaccesibles (especialmente en invierno), por lo que es relativamente difícil conectarse con el resto de la isla. Muchos caminos son de grava solamente. Y la frecuencia de lluvias o tormentas obstaculiza el transporte por aire.
Muchas personas se están trasladando a la región de la capital o emigran a otros países, como sucedió después de una avalancha en 1995.

## Turismo
Mientras tanto, se planea hacer un mayor hincapié en el turismo, ya que la belleza de los fiordos forman un paisaje muy atractivo. Esta actividad es aún poco explotada en la zona cerca de Dynjandi (también Fjallfoss), posee unas cataratas de cien metros.
- Datos: Q727267
- Multimedia: Vestfirðir / Q727267